# Modelo cíclico
Nos anos 1930, físicos teóricos consideraram a possibilidade de um modelo cíclico para o universo como uma alternativa (eterna) para o "Big Bang". Entretanto, trabalho de Richard C. Tolman mostrou que este inicialmente falha por causa do problema da entropia. Em mecânica estatística a entropia somente aumenta por causa da segunda lei da termodinâmica.
Isto implica que sucessivos ciclos têm de ser maiores e mais longos. Extrapolando no passado,
ciclos antes do presente teriam de ser mais curtos e pequenos culminando em um Big Bang e então não o substituindo. Esta situação enigmática permaneceu por muitas décadas até o início do século XXI quando a recentemente descoberta do componente "energia escura" apresentou nova esperança para uma consistente cosmologia cíclica.
Um novo modelo cíclico é o modelo da cosmologia de branas de criação do universo, derivado do recente modelo ecpirótico. Ele foi proposto em 2001 por Paul Steinhardt da Princeton University e Neil Turok da Cambridge University. A teoria descreve um universo "explodindo na existência" não somente uma vez, mas repetidamente no tempo. A teoria poderia potencialmente explicar porque uma misteriosa forma de energia repulsiva conhecida como a "constante cosmológica", e a qual está acelerando a expansão do universo, é algumas ordens de magnitude menor que a predita pelo modelo padrão Big Bang.
Um diferente modelo baseado na noção de energia fantasma foi proposto em 2007 por Lauris Baum e Paul Frampton da University of North Carolina at Chapel Hill.

## O modelo Steinhardt-Turok
Neste modelo cíclico, dois paralelos orbifolds planos ou M-branas colidem periodicamente num espaço dimensionalmente superior. O universo quadridimensional visível situa-se sobre uma destas branas. As colisões correspondem a uma reversão da contração para a expansão, ou um Big Crunch seguido imediatamente de um big bang. A matéria e radiação que nós vemos hoje seriam geradas durante a mais recente colisão num padrão ditado pelas flutuações quânticas criadas antes pelas branas. Eventualmente, o universo alcançou o estado que nós observamos hoje, antes do início de uma contração novamente muitos bilhões de anos no futuro. A energia escura corresponde a um força entre as branas, e fornece o papel crucial de resolver os problemas do monopolo, do horizonte, e da planitude. Além disso os ciclos podem continuar indefinidamente no passado e no futuro, e a solução é um atrator, então pode fornecer uma completa história do universo.
Como Richard C. Tolman mostrou, o modelo cíclico inicial falhou porque o universo submeter-se-ia à inevitável morte térmica termodinâmica. Entretanto, o modelo cíclico escapa disto por ter uma expansão a cada ciclo, prevenindo a entropia de estabelecer-se. Entretanto, existem maiores problemas com o modelo. O primeiro deles é que as branas colidindo não são entendidas pelos teóricos das cordas, e ninguém sabe se o espectro da invariância de escala irá ser destruído pelo Big Crunch, ou o que ocorre quando duas branas colidem. Além disto, como a inflação cósmica, quando o caráter geral das forças (no cenário ecpirótico, uma força entre duas branas) requerido para criar as flutuações do vácuo é conhecido, não há um candidato da física de partículas. Ainda, o cenário usa algumas ideias essenciais da teoria das cordas, principalmente dimensões extras, branas e orbifolds. A teoria das cordas em si é uma ideia controversa em física.

## O modelo Baum-Frampton
Este modelo cíclico mais recente, de 2007, faz uma diferente suposição técnica concernente a equação de estado da energia escura a qual relaciona pressão e densidade através de um parâmetro w. Assume w < -1 durante todo um ciclo, incluindo o presente. (Em contraste, Steinhardt-Turok supõe que w nunca é menor que -1.) No modelo Baum-Frampton, um trilhonésimo de trilhonésimo (ou menos) de segundo antes de se ter o "Big Rip" a  virada ocorre e somente um padrão causal é mantido como nosso universo. O padrão genérico não contém quarks, léptons ou portadores de força somente energia escura e sua entropia desse modo desaparece. O processo adiabático da contração deste muito menor universo toma lugar com o desaparecimento da entropia constante e com nenhuma matéria incluindo qualquer buraco negro os quais se desintegram antes da virada.
A ideia que o universo "volta ao vazio" é uma nova ideia central deste modelo cíclico, e evita muitas dificuldades confrontando matéria em uma fase de contração tal como excessiva formação de estrutura, proliferação e expansão de buracos negros, tão bem como através de transições de fase reversas tais como recombinação, QCD e transições eletrofracas. Qualquer destes tenderia fortemente a produzir um indesejado rebote prematuro, simplesmente para evitar a violação da segunda lei da termodinâmica. A surpreendente condição w < -1 deve ser logicamente inevitável em uma cosmologia verdadeiramente cíclica e infinita por causa do problema da entropia. Não obstante, muitos cálculos são necessários para confirmar a consistência de tal aproximação. Embora o modelo tome ideias da teoria das cordas, não é necessariamente relacionada as cordas, ou a dimensões mais elevadas, embora tais dispositivos especulativos possam prover os mais favoráveis métodos para investigar a consistência interna. O valor de w no modelo Baum-Frampton pode ser arbitrariamente aproximado, mas deve ser menor que -1.

## Modelos distintos
A missão Planck deverá fornecer uma medida de w sem precedentes de precisão, descobrir se w < -1 ou não, e desse modo resolver questões entre os modelos.

## Implicações na Filosofia
As afirmações de um universo eterno (seja na forma que este eterno assuma) possuem profundas implicações para a Filosofia e seu tratamento do mundo (o termo que é usado neste campo do conhecimento). Para determinadas definições de tempo, já incompletas e um tanto primitivas em Kant o tratamento de um universo infinito ou finito já mostrava-se não completamente confiável e dedutível por lógica aplicada. Aqui, sua obra Crítica da Razão Pura já lança fundamentos para a Filosofia da Ciência que estaria por vir posteriormente.
Mas com o advento de Teoria da Relatividade, como é citado por Stephen Hawking em seu livro O Universo numa Casca de Noz, os paradigmas do tratamento do tempo pelos físicos ficaram ainda mais distantes da Mecânica Clássica, como era tratado aos tempos de Newton, sendo esta a maior contribuição de Einstein e os outros contribuintes da "física moderna" para a Filosofia.
Nesta evolução do pensamento, o que seja o tempo passou a ser uma consequência da existência do Universo, uma de suas dimensões, e não uma "textura" absoluta sobre a qual os fenômenos físicos se dão. Mas ainda persistem as questões referentes a argumentos cosmológicos, como o argumento cosmológico kalam, que limita o tempo como não infinito, ou a não existência da eternidade, dentro de determinadas definições de tempo. Sobre tais questões, sempre nos alerta para a criação e adoção de um "mito científico" (expressão usada em sua obra para leigos "O que é Cosmologia?") o cosmólogo Mario Novello e aborda a questão com paralelos à obra de Kant em "Crítica da razão cósmica".
Nietzsche em sua obra propõe a doutrina do Eterno Retorno do Mesmo. Em tal conceito se encaixam uma interpretação ética e uma cosmológica. É ai, segundo Heidegger, que Nietzsche insere sua filosofia toda.
Assim sendo, os modelos cíclicos buscam tratar o que seja a existência e o próprio tempo dentro de outras definições, que não faça os raciocínios empregados em tais teorizações cosmológicas cairem em antinomias.